# Stock Island
Stock Island és una concentració de població designada pel cens dels Estats Units a l'estat de Florida. Segons el cens del 2000 tenia 4.410 habitants.

## Demografia
Segons el cens del 2000, Stock Island tenia 4.410 habitants, 1.713 habitatges, i 1.050 famílies. La densitat de població era de 1.891,9 habitants/km².
Dels 1.713 habitatges en un 29,6% hi vivien nens de menys de 18 anys, en un 39,5% hi vivien parelles casades, en un 15,4% dones solteres, i en un 38,7% no eren unitats familiars. En el 26% dels habitatges hi vivien persones soles el 5,4% de les quals corresponia a persones de 65 anys o més que vivien soles. El nombre mitjà de persones vivint en cada habitatge era de 2,57 i el nombre mitjà de persones que vivien en cada família era de 3,12.
Per edats la població es repartia de la següent manera: un 23,5% tenia menys de 18 anys, un 8,3% entre 18 i 24, un 33,2% entre 25 i 44, un 26,5% de 45 a 60 i un 8,5% 65 anys o més.
L'edat mediana era de 37 anys. Per cada 100 dones de 18 o més anys hi havia 118,8 homes.
La renda mediana per habitatge era de 31.537 $ i la renda mediana per família de 38.029 $. Els homes tenien una renda mediana de 23.714 $ mentre que les dones 20.182 $. La renda per capita de la població era de 14.346 $. Entorn del 19,2% de les famílies i el 20,5% de la població estaven per davall del llindar de pobresa.

## Poblacions més properes
El següent diagrama mostra les poblacions més properes.